# Fruttosio 2,6-bisfosfato
Il fruttosio 2,6-bisfosfato è un derivato del fruttosio che, pur non essendo un composto intermedio del metabolismo dei carboidrati, ne regola finemente le dinamiche. Il metabolismo dei carboidrati (glicolisi/gluconeogenesi) ha 3 cicli del substrato e quindi 3 potenziali punti di controllo del flusso glicolitico nei confronti di quello gluconeogenico e viceversa. Il flusso netto attraverso il ciclo del substrato, creato dalle reazioni opposte della PFK (fosfofruttochinasi 1) e della FBPasi (fruttosio bisfosfatasi), è determinato dalla concentrazione di fruttosio 2,6-bisfosfato (F2,6P).
La concentrazione del F2,6P dipende dalla sua velocità di sintesi e degradazione da parte degli enzimi PFK-2 (sintesi) e FBPasi-2 (degradazione), che si trovano in domini differenti sulla stessa proteina omodimerica con peso molecolare di circa 100 kD. Questo enzima bifunzionale è regolato da un processo di fosforilazione/defosforilazione catalizzato da protein-chinasi A (PKA) e dalla fosfoproteina fosfatasi (PP1) rispettivamente. L'equilibrio tra glicolisi e gluconeogenesi è quindi sottoposto a controllo ormonale. Per esempio, se nel sangue c'è poco glucosio interviene l'ormone peptidico glucagone, che fa aumentare la concentrazione del cAMP e quindi la PKA, con conseguente fosforilazione e quindi inattivazione del dominio enzimatico della PFK-2 e attivazione del FBPasi(diminuzione della concentrazione di F2,6P). Il risultato è un aumento della via gluconeogenica. Viceversa, se c'è molto glucosio nel sangue, interviene l'insulina, che a sua volta attiva la PP1 che defosforila, e quindi attiva, la PFK-2 e disattiva la FBPasi (aumento della concentrazione di F2,6P), risultando in un aumento della via glicolitica.
Il fruttosio 2,6-bisfosfato si forma da una piccola parte di fruttosio 6-fosfato prodotto nella glicolisi e sottratto grazie all'azione di un enzima bifunzionale.  
Il fruttosio 2,6-bisfosfato, oltre ad essere un attivatore della fosfofruttochinasi (enzima glicolitico), è un potente inibitore della fruttosio bisfosfatasi (enzima gluconeogenico).
Nei tessuti non gluconeogenici, come il muscolo, F2,6P è controllata in maniera differente per la presenza di isoenzimi differenti di PFK-2/FBPasi-2. Per esempio nel muscolo cardiaco la fosforilazione dell'enzima PFK-2 lo attiva invece di inibirlo. L'isoenzima del muscolo scheletrico, invece, non ha siti di fosforilazione, quindi è indipendente dalle variazioni di cAMP.